# (1427) Ruvuma
(1427) Ruvuma – planetoida z pasa głównego asteroid okrążająca Słońce w ciągu 4 lat i 207 dni w średniej odległości 2,75 au. Została odkryta 16 maja 1937 roku w Union Observatory w Johannesburgu przez Cyrila Jacksona. Nazwa planetoidy pochodzi od Rovumy, rzeki w Afryce. Przed nadaniem nazwy planetoida nosiła oznaczenie tymczasowe (1427) 1937 KB.